# ORP Smok
ORP Smok – pełnomorski holownik polskiej Marynarki Wojennej, zbudowany w 1922 roku w La Rochelle we Francji. Pływał u różnych armatorów we Francji i Belgii pod nazwami „Le Boxeur” i „Leopold”. Zakupiony w 1932 roku przez Polskę służył jako: holownik, okręt szkolny, pomocniczy okręt minowy. Wielokrotnie przebudowywany. Wziął udział w kampanii wrześniowej przewożąc materiały z Gdyni do Helu. Dla zablokowania wejścia do portu w Helu został samozatopiony. Wydobyty przez Niemców i po remoncie wcielony do służby pod nazwą „Rixhöft”. Pływał do 1945 roku, kiedy to zatonął na lotniczej minie morskiej.

## Budowa i opis konstrukcji
Przyszły „Smok” zbudowany został w latach 1920–1921 we francuskiej stoczni Compagnie Général de Matérieux w La Rochelle jako pełnomorski holownik.
Statek miał długość całkowitą 40,3 metra, szerokość maksymalną 9 metrów oraz zanurzenie 3,5 metra (według niektórych źródeł 40,56 m × 8,56 m × 4,27 m). Wyporność jednostki wynosiła 655 ton, jednak po przebudowie w 1938 roku wzrosła do 711 ton. Kadłub jednostki zbudowany był ze stali. Nadbudówka znajdowała się na śródokręciu, za nią był komin. Na dziobie ustawiono maszt z reflektorem o średnicy 75 cm oraz bom o nośności 3 ton. Napęd jednostki stanowił jeden kocioł wodnorurkowy oraz jedna maszyna parowa potrójnego rozprężania o mocy 1200 KM, która napędzała jedną śrubę. Moc maszyn pozwalała na osiągnięcie maksymalnej prędkości 12,5 węzła. Zasięg pływania wynosił 5000 mil morskich.
W czasie służby cywilnej załoga holownika liczyła 30 ludzi, natomiast w marynarce wojennej w różnych okresach załoga składała się z 2 oficerów i od 26 do 28 podoficerów i marynarzy. W skład wyposażenia okrętu wchodziła pompa ratownicza o wydajności 350 t/godz., radiostacja oraz wysięgnik z rolkami do podnoszenia pływaków i kotwic. Dla celów transportowych i ratunkowych na ORP „Smok” umieszczono motorówkę, którą później zastąpiono pokładową łodzią sześciowiosłową. Okręt dla obrony przeciwlotniczej był uzbrojony w dwa karabiny maszynowe Maxim wz. 1908 kalibru 7,92 mm ustawione na podstawach morskich na nadbudówce. Niżej ustawiono dwa działka kalibru 37 mm.

## Użytkowanie we Francji i Belgii
Holownik od 1922 roku pływał we francuskiej marynarce handlowej pod nazwą „Le Boxeur”. Stacjonował w Bordeaux. W 1926 roku został sprzedany prywatnej firmie Ateliers & Chantiers Martimes du Sud Ouest z Bordeaux. W 1929 roku jednostkę zakupiło francuskie przedsiębiorstwo Enterprise Generale de Travaux Martimes, także z Bordeaux. Rok później jednostkę nabyła belgijska firma Remarquage Letzer Ltd. i nadała mu nową nazwę „Leopold”. Jego portem macierzystym stała się Antwerpia. Jednostka w 1932 roku została wystawiona na sprzedaż i następnie zakupiona przez Polską Marynarkę Wojenną 12 października 1932 roku.

## Służba w Polsce
W 1930 roku wobec bliskiej perspektywy wcielenia do służby kontrtorpedowców typu Wicher oraz okrętów podwodnych typu Wilk Kierownictwo Marynarki Wojennej (KMW) podjęło decyzję o zakupie nowego, silnego holownika pełnomorskiego, który zapewniłby sprawne funkcjonowanie portu wojennego Oksywie i poligonów oraz mógłby być użyty jako okręt ratowniczy. W latach 1931–1932 do KMW wpłynęło kilkadziesiąt ofert od zagranicznych przedsiębiorstw i krajowych pośredników. Jedną z nich była propozycja francuskiej firmy Edmond Salles, oferującej sprzedaż holownika pełnomorskiego „Leopold”. Dostawę tej samej jednostki zaproponowała za pośrednictwem gdyńskiego przedsiębiorcy L. Rucińskiego holenderska firma Snenson and Jaspersen. Nie wiadomo, którą z ofert wybrała KMW, kupując holownik za kwotę 175 000 franków belgijskich. Jesienią 1932 roku przedstawiciele KMW, kmdr por. inż. Aleksander Rylke i kmdr por. F. Bomba, udali się do Antwerpii, gdzie dokonali przeglądu wyremontowanego holownika i przeprowadzili próby odbiorcze. Po zakończeniu prób 4 listopada jednostka dowodzona przez Belga, kpt. Tielemansa, i częściowo obsadzona przez polskich marynarzy przypłynęła do Gdyni. Ostatecznego odbioru holownika dokonano 8 listopada.
Początkowo okręt nosił roboczą nazwę „Piast”, jednak 15 listopada 1932 roku Minister Spraw Wojskowych wcielił holownik w skład jednostek pływających floty jako okręt Rzeczypospolitej Polskiej i nadał mu nazwę ORP „Smok”. Pierwszym dowódcą okrętu mianowany został kpt. mar. Mikołaj Szemiot. W Warsztatach Portowych Marynarki Wojennej w lutym 1933 roku uzbrojono okręt w dwa ciężkie karabiny maszynowe ustawione na podstawach morskich. Roboty ukończono 8 marca i ORP „Smok” rozpoczął służbę w charakterze okrętu wojennego. Okręt często był przebudowywany. W 1934 roku przystosowano pomieszczenia dziobowe dla zaokrętowania siedmiu podchorążych kursu nawigacyjnego OSMW, dzięki czemu okręt stał się jednostką szkolną.
W 1931 roku ze służby zostały wycofane cztery trałowce typu FM. Dowództwo floty w ich miejsce postanowiło utworzyć Oddział Minowy, w skład którego miał wejść ORP „Smok” oraz krypy minowe: KM 111, KM 112 i KM 113. Do obowiązków Oddziału miało należeć m.in. kontrola gotowości bojowej min, ich transport na krypach holowanych przez „Smoka”, szkolenie w ich stawianiu i podnoszeniu oraz szkolenie specjalistów w zakresie broni podwodnej. W 1935 roku dla wykonania nowych obowiązków okręt został częściowo przebudowany: zastąpiono stary maszt z bomem, wstawiając nowy stalowy z reflektorem i bomem o nośności do 3 ton. Zmiany te umożliwiły jednostce podnoszenie min podczas nocnych ćwiczeń oraz ustawienie i demontaż części poligonu torpedowego. Po zakończeniu przebudowy okręt klasyfikowano jako pomocniczy okręt minowy. Latem 1935 roku podchorążowie Wydziału Mechanicznego SPMW odbyli na „Smoku” dwumiesięczną praktykę okrętową.
| Dowódcy okrętu                     | Dowódcy okrętu   | Dowódcy okrętu   |
| ---------------------------------- | ---------------- | ---------------- |
| kpt. mar. Mikołaj Szemiot          | 1 marca 1933     | czerwiec 1934    |
| por. mar. Wiktor Łomidze           | czerwiec 1934    | październik 1934 |
| ?                                  | październik 1934 | 1 grudnia 1934   |
| kpt. mar. Jan Grudziński           | 1 grudnia 1934   | 22 stycznia 1935 |
| kpt. mar. Jerzy Kossakowski        | 22 stycznia 1935 | 14 marca 1935    |
| kpt. mar. Zbigniew Wojewódzki      | 14 marca 1935    | luty 1936        |
| ?                                  | luty 1936        | sierpień 1937    |
| kpt. mar. Romuald Nałęcz-Tymiński  | sierpień 1937    | grudzień 1937    |
| ?                                  | grudzień 1937    | maj 1938         |
| kpt. mar. Józef Wierzchowski       | 4 maja 1938      | 8 listopada 1938 |
| ?                                  | listopad 1938    | maj 1939         |
| kpt. mar. Józef Giertowski         | maj 1939         | 24 sierpnia 1939 |
| ppor. mar. rez. Stanisław Jaworski | 24 sierpnia 1939 | 30 września 1939 |

Pomimo przeklasyfikowania na pomocniczy okręt minowy nadal podstawowym zadaniem ORP „Smok” było holowanie podczas ćwiczeń strzeleckich dużych tarcz artyleryjskich. Do 1937 roku podawanie i wybieranie sześciusetmetrowego holu dokonywano ręcznie. Praca ta była wyczerpująca i niebezpieczna. W tym roku zamontowano parową windę holowniczą, co usprawniło wykonywanie holowania. Dokonano również przeróbek rufy, na której ustawiono wytyk ramowy i wysięgnik z rolkami, który służył do podnoszenia pływaków i kotwic. Poddawany licznym przebudowom okręt miał słabą stateczność; w 1938 roku dla jej poprawy przeszedł remont. W jego wyniku usunięto rufowy maszt oraz wymieniono motorówkę na sześciowiosłową łódź pokładową. Wzmocniono i pogrubiono również komin, który często się przepalał. Wskutek zmian na próbach stateczności przeprowadzonych jesienią 1938 roku wyporność jednostki przy pełnym wyposażeniu wzrosła do 711 ton. Po zakończeniu remontu okręt przebazowano na Hel, gdzie miał obsługiwać krypy minowe. Rozkazem Ministra Spraw Wojskowych „Smok” został przeklasyfikowany na holownik i utracił tytuł ORP.
Od wiosny 1939 roku wobec napiętej sytuacji politycznej pomiędzy Polską a Niemcami „Smok” przewoził urządzenia warsztatowe z Oksywia na Hel. Deklaracja brytyjskich gwarancji dla niepodległości Polski ogłoszona przez premiera Neville'a Chamberlaina rozluźniła sytuację, dzięki czemu na początku lipca okręt wypłynął w rejs szkolny z sześcioma podporucznikami – słuchaczami Kursu Oficerów Nawigacyjnych. Okręt płynął na trasie: Gdynia, Horten, Lipawa, Windawa, Tallinn, Narwa, Norrköping, Visby, Kalmar i zawinął 24 sierpnia do portu wojennego Hel. Był to ostatni rejs polskiego okrętu po Bałtyku przed wojną. Po zakończeniu rejsu szkolnego dowództwo nad okrętem objął por. mar. rez. Stanisław Jaworski.

### Udział w kampanii wrześniowej
Przed wybuchem wojny okręt został podporządkowany Dowódcy Rejonu Umocnionego Hel. Jednostka została również dozbrojona. Na śródokręciu po obu stronach nadbudówki zamontowano dwa działka kal. 37 mm na podstawach morskich. Do wybuchu wojny nie dostarczono jednak dla nich amunicji.
1 września 1939 roku „Smok” znajdował się w porcie wojennym na Oksywiu. Przed godziną 7:00 rano nad port nadleciały trzy niemieckie wodnosamoloty. Załogi polskich okrętów ostrzelały je z broni przeciwlotniczej, jednak ogień otworzono w momencie, gdy maszyny znalazły się poza ich zasięgiem. Na holownik rozpoczęto pośpieszny załadunek skrzyń z dokumentami i sprzętem Dowództwa Floty z zamiarem dostarczenia ich do Helu. Kiedy kończono załadunek o godz. 14.00, port zaatakowały 32 niemieckie samoloty nurkujące Junkers Ju 87B Stuka z eskadry IV.(St)/LG 1. Okręt pomimo silnego bombardowania nie odniósł poważniejszych uszkodzeń, odpierając ataki karabinami maszynowymi.
Od 2 września uczestniczył w odpieraniu licznych ataków lotniczych na port wojenny w Helu. Według Piaskowskiego jednostka przeszła do Jastarni. Kilka razy przepłynęła odcinek pomiędzy Helem a Gdynią, m.in. w czasie holowania kryp minowych została ostrzelana przez pancernik „Schleswig-Holstein”. Podczas jednego z rejsów do Gdyni w celu pobrania żywności z magazynów portowych załoga holownika znalazła w opuszczonych wagonach działka przeciwlotnicze Bofors kal. 40 mm. Były to działa zakupione przed wojną przez Anglię, jednak nie zdążono ich wysłać. Zostały przewiezione na Hel, gdzie wzmocniły obronę przeciwlotniczą półwyspu. W czasie działań rannych zostało siedmiu członków załogi. Przed kapitulacją Helu „Smok” został samozatopiony w celu zablokowania wejścia do portu.

## Służba w Niemczech
Podniesiony przez Niemców okręt został odholowany do Gdańska na remont. Po jego zakończeniu został wcielony w 1940 roku do służby pod nazwą „Rixhöft” i podporządkowany Marinearsenal, Gotenhafen. Pełnił służbę holowniczo-ratowniczą. Również nazwę „Rixhöft” otrzymała dawna ORP „Rybitwa”, która została wcielona do Kriegsmarine. 2 marca 1945 roku w okolicy portu Warnemünde okręt płynął na ratunek U-Bootowi U-3519 tonącemu w wyniku wybuchu lotniczej miny morskiej. Podczas wykonywania zadania również „Rixhöft” wpadł na minę i zatonął w pobliżu boi farwaterowej przy pozycji 54.11 N/12.05E. 21 członków załogi zginęło, uratowanych zostało siedmiu. W latach 50. XX wieku wrak okrętu odnaleziono na pozycji 54.16.10N/12.07.00E (ok. 8 km na północ od miejsca zatonięcia), po czym został podniesiony i usunięty przez władze NRD.